# Schönburg (Rhein)
Die Schönburg am Rhein (im 19. Jh. auch Schloßruine Schönberg) ist eine Höhenburg aus dem 12. Jahrhundert bei Oberwesel im Rhein-Hunsrück-Kreis in Rheinland-Pfalz. Nach ihr ist die Rebsorte Schönburger benannt.

## Lage
Die Burg befindet sich im UNESCO-Welterbe Oberes Mittelrheintal.
Der Aufstieg von Oberwesel von der Westseite des Burgbergs in Serpentinen dauert ca. 30 Minuten und ist sehr steil. Ein erster Aussichtspunkt Elfenley ermöglicht einen Blick nach Norden rheinabwärts auf Oberwesel, südlich rheinaufwärts nach Kaub sowie auf die Schönburg hoch auf dem Schieferfelsen. Ein zweiter Aussichtspunkt Flaggenwiese liegt auf einer Terrasse kurz vor der Burg und eröffnet einen Blick auf Oberwesel aus einer höheren Perspektive.
Eine Anfahrt mit Fahrzeugen ist von Oberwesel aus ebenfalls möglich. Parkplätze befinden sich vor der Schildmauer.

## Geschichte

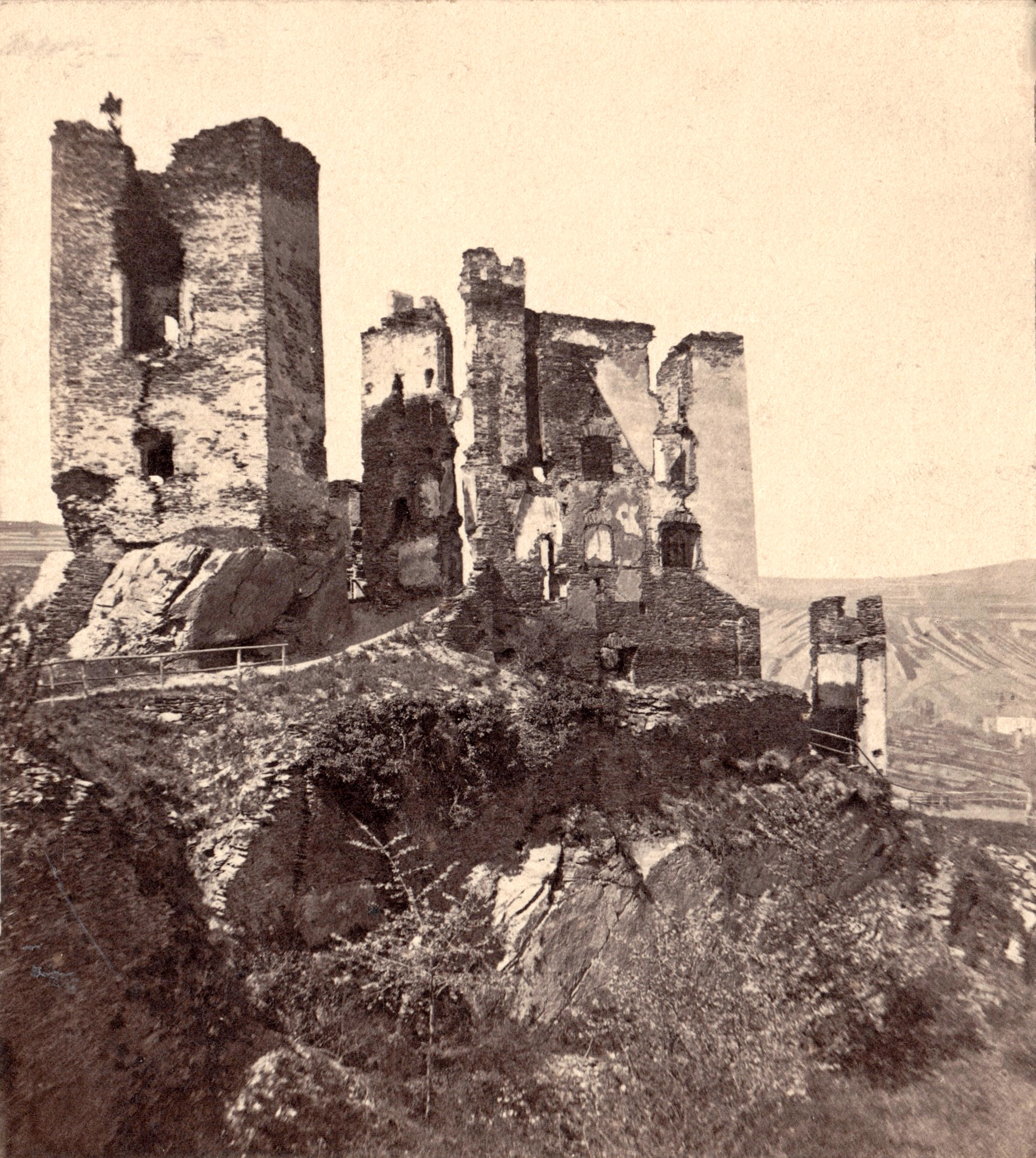
Ruine Schönburg um 1860

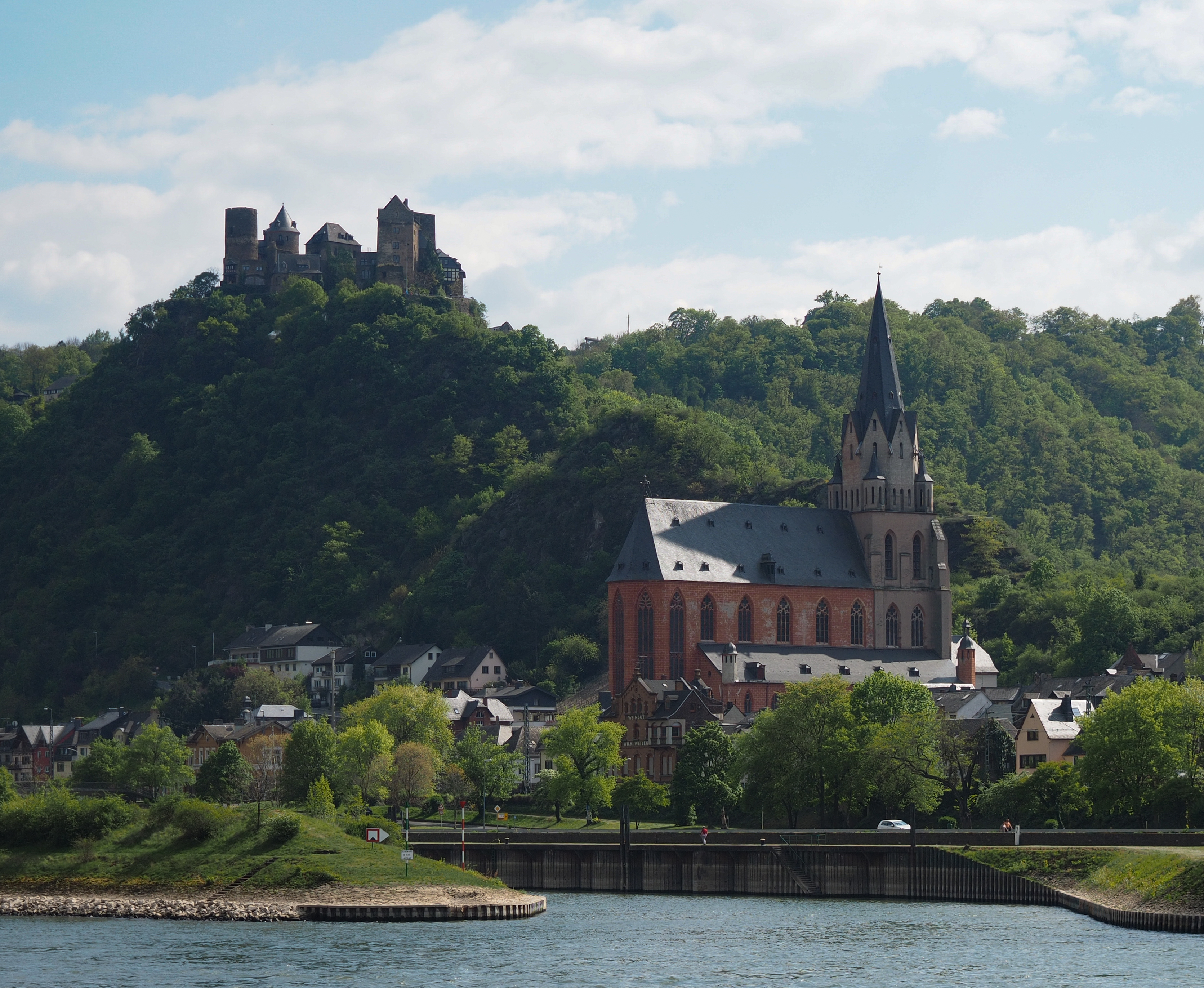
Lage der Schönburg über Oberwesel

Baubeginn der Burg war in der ersten Hälfte des 12. Jahrhunderts, ob durch den Magdeburger Erzbischof oder als Reichsburg, ist nicht gesichert. 1149 taucht sie in den Quellen auf als Lehen des Hermann von Stahleck, der seinen Rivalen um die Pfalzgrafschaft bei Rhein, Otto II. von Rheineck, auf dieser Burg ermorden ließ. Im 14. Jahrhundert kam die Burg an Kurtrier.
Die Ritter von Schonenberg als Verwaltungsbeamte (Reichsministeriale) kamen mit allen ihren wechselnden Lehnsherren (dem Erzbischof von Magdeburg, dem Kaiser und später dem Trierer Erzbischof) gut zurecht. Ab Mitte des 13. Jahrhunderts hatte sich dieser Familienstamm in verschiedene Linien verzweigt, die alle gleichzeitig auf der Burg lebten, da der Besitz im Laufe der Generationen durch Ganerbschaft überging. Spätestens im 14. Jahrhundert war die Anlage zur Ganerbenburg mit drei separaten Wohnbereichen und drei Bergfrieden ausgebaut – eine Aufteilung, die auch in der heutigen Anlage trotz der starken Veränderungen noch gut erkennbar ist. In einer Namensliste von 1340 sind 95 Mitbesitzer der Burg aufgeführt. Allerdings wohnten lange nicht alle der Genannten auf der Burg. Den Abschluss des Ausbaus bildete der Hohe Mantel, eine Schildmauer aus der ersten Hälfte des 14. Jahrhunderts, vermutlich unter Balduin von Trier errichtet.
Wie die meisten Burgen im Oberen Mittelrheintal wurde die Schönburg im Pfälzischen Erbfolgekrieg 1689 von den Franzosen zerstört. 1719 verstarb der letzte Schönburger; die Ruine fiel an Kurtrier zurück.
Victor Hugo schrieb auf seiner Rheinreise 1840: „Wie fast alle Rheinstädte, hat auch Oberwesel auf seinem Berge eine Burg in Ruinen, den Schönberg, eines der bewunderungswürdigsten Schuttwerke, die es in Europa gibt“.
Erst der Deutsch-Amerikaner T. J. Oakley Rhinelander begann nach dem Kauf der Burg in den Jahren 1885 bis 1901 mit einem teilweisen Wiederaufbau. Rhinelander stammte, wie es der Name schon andeutet, aus dem Rheinland, genauer gesagt, aus einer Gemeinde, die gegenüber der Stadt Oberwesel auf der Höhe lag. Seine Vorfahren waren Ende des 18. Jahrhunderts in die USA ausgewandert und hatten sich durch Immobiliengeschäfte an der Ostküste der Vereinigten Staaten ein Vermögen verdient. Unter anderem gehörte ihnen das Land, auf dem heute die Wall Street in New York liegt.
Rhinelander starb 1947. 1950 erwarb die Stadt Oberwesel von seinem Erben die Burg. 1951 bis 1953 wurde der nördliche Teil als Jugendburg des Kolpingwerkes ausgebaut. Der südliche Teil wird seit 1957 als Hotel genutzt; hier wurde die Ruine in enger Abstimmung mit dem Landesdenkmalschutz wieder aufgebaut.
Seit April 2011 beherbergt der 25 Meter hohe Torturm der Schönburg ein Museum zum Thema Burgenbau, Denkmalschutz und Burgen im Krieg. Auf der obersten Etage befindet sich eine stählerne Aussichtsplattform, die herrliche Ausblicke ins Rheintal bietet.

## Anlage

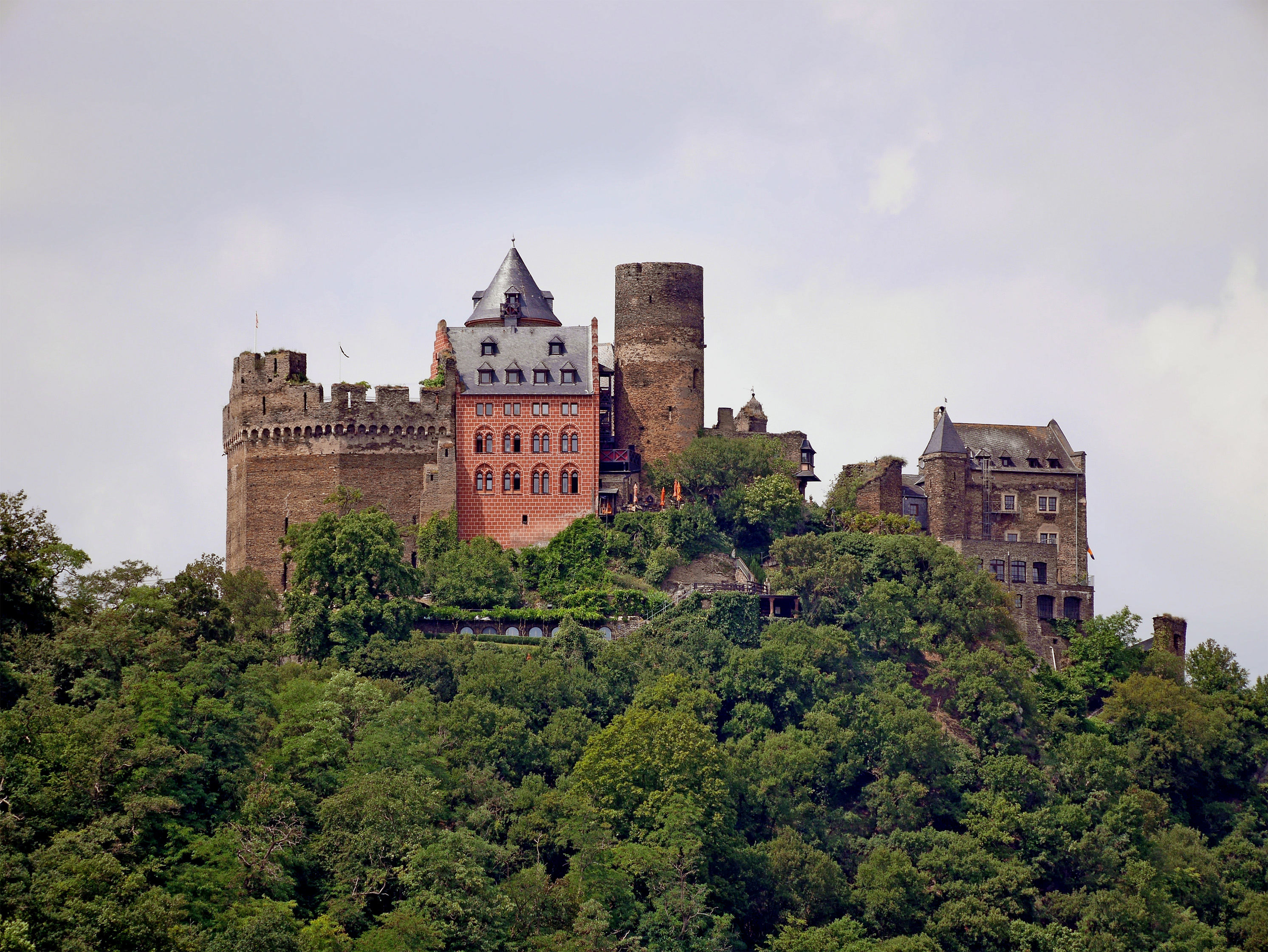
Schönburg vom Rhein aus

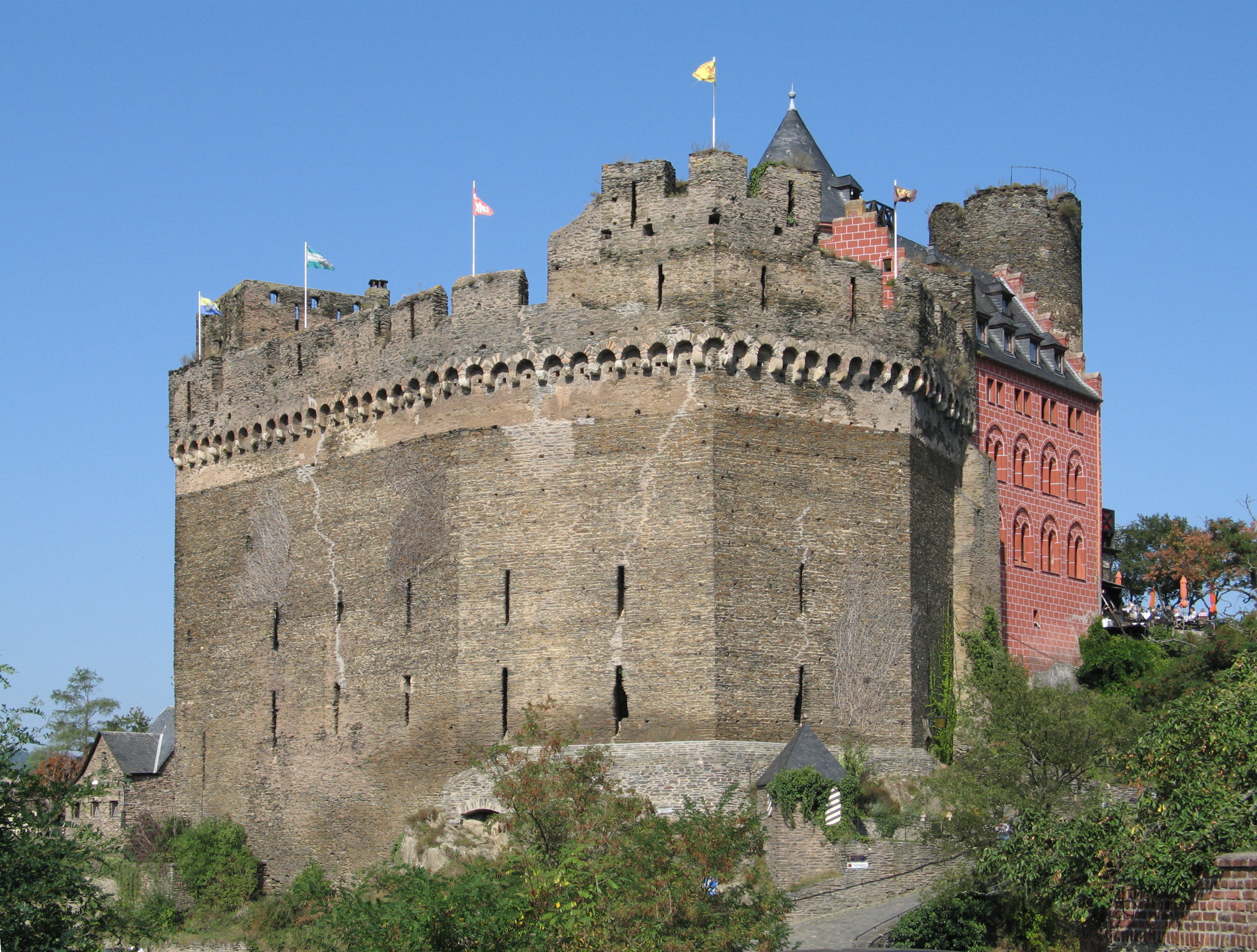
Der Hohe Mantel

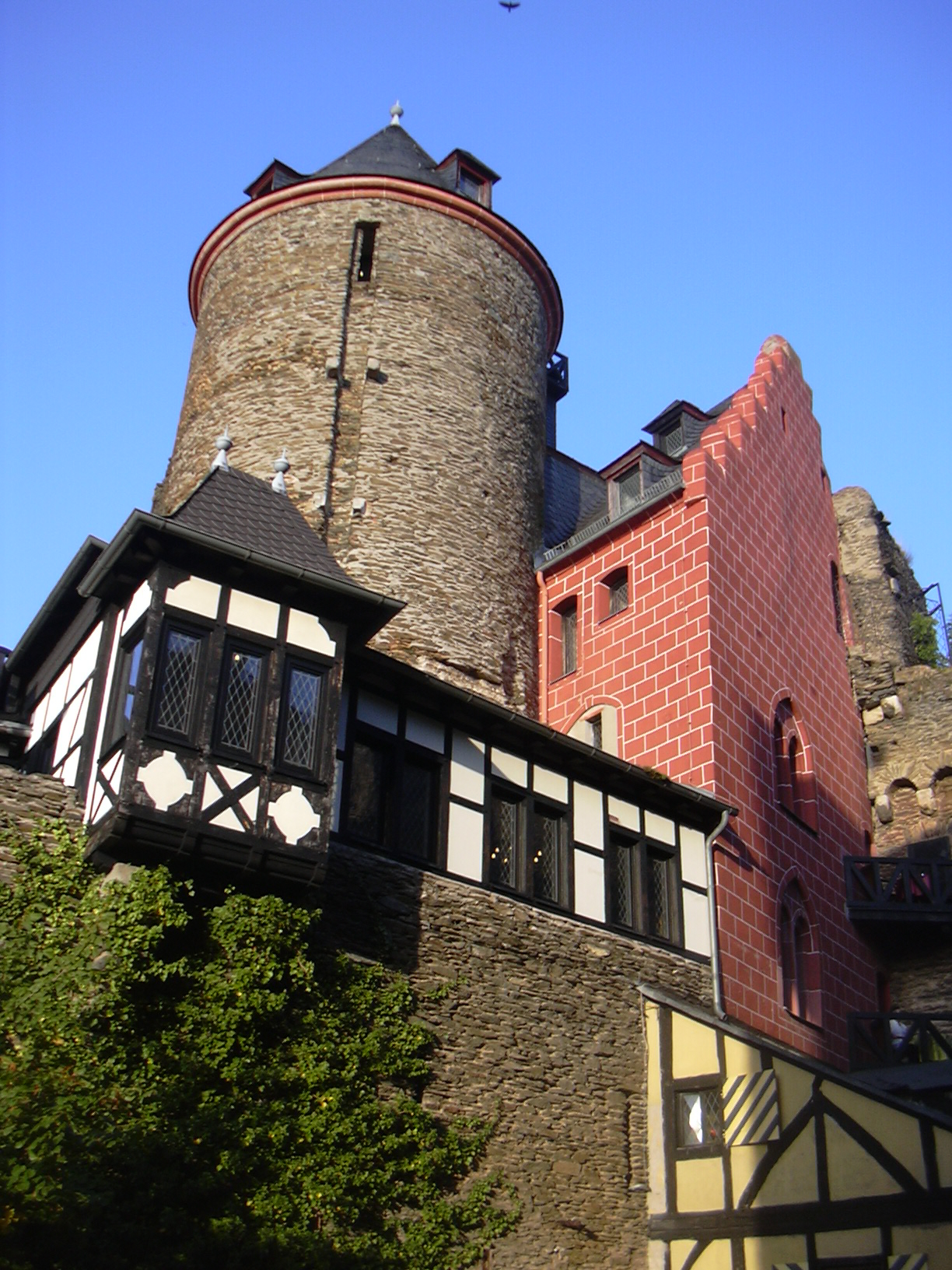
Hotelbau rund um den Barbarossaturm

Die mächtige Schildmauer (Hoher Mantel) mit Rundbogenfries ist in dieser Form einzigartig. Der Bau wird 1357 erstmals erwähnt. Die Mauer bricht dreimal im stumpfen Winkel und deckt somit den Großteil der Burg gegen die Angriffsseite. Entlang dieser Mauer betritt man den Innenhof der Burganlage. An der Innenseite der Schildmauer befinden sich zwei Blendarkaden-Zonen mit Schießscharten.
Von diesem Innenhof gelangt man einerseits zum südlichen Wohnkomplex (südlicher Palas), umgebaut zum Hotel in einem architektonisch heterogenen Ensemble. Dabei erhielt der Bau neue Fensteröffnungen im gotischen Stil. Der rote Putz mit der Fugenmalerei entspricht historischen Befunden. Zum Hotel gehört ein Bau in Fachwerk und einer der Bergfriede, genannt Barbarossa-Turm, da Friedrich Barbarossa die Burg mehrmals besuchte. Die mit Gobelins und anderen Antiquitäten ausgestatteten Innenräume sind nur für Hotelgäste zugänglich. Öffentlich ist das Burgrestaurant mit Außenterrasse im Sommer und Rheinblick flussaufwärts nach Kaub und zur Burg Gutenfels.
Andererseits führt der Weg vorbei an verschiedenen Nebengebäuden in Fachwerk durch einen mächtigen quadratischen, 25 Meter hohen Torturm zum zweiten Wohnkomplex im Norden mit eigenem Bergfried, der das Kolpinghaus beherbergt. Der kompakte Palas – zwei Trakte, die nicht zu besichtigen sind – ist im Kern das Wiederaufbauwerk von 1953 mit Erweiterungen 1962 sowie Umbauten in den 1970er und 1980er Jahren. Die Burgkapelle wurde 1983 im gotischen Stil restauriert.
Der dritte Bergfried ist nicht wieder aufgebaut worden.

## Weinbau
Die 72 Hektar umfassende Großlage Schloss Schönburg gehört zum Mittelrhein. Auf der Steillage werden weiße Rebsorten wie Riesling, Müller-Thurgau, Kerner und andere angebaut, ebenso zu einem geringen Teil die Rebe der Sorte Schönburger, dem die Burg ihren Namen verliehen hat. Die Winzer erzielen Weine unterschiedlicher Qualitätsstufen.

## Sagen
- Ludwig Bechstein: Die sieben Schwestern[4] (Sage zur Burg Schönburg, die hier als Burgruine „Schloß Schönberg (…) unterhalb des Pfalzgrafensteins“ betitelt wird, ihre Lage im Flusstal betreffend. Die Burg war im 19. Jahrhundert noch Totalruine.)